# Nahana (actrice)
Pour les articles homonymes, voir Nahana.
Nahana (菜葉菜), née au XXe siècle, un 17 juillet, à Tokyo (Japon), est une actrice japonaise.

## Filmographie partielle

### Au cinéma
- 2001 : Suicide Club (Jisatsu sâkuru) : H.S. Girl on the Roof
- 2005 : Yumeno : Yumeno
- 2005 : Tomie: Beginning
- 2005 : Yume no naka e
- 2006 : Watashi no naka no Eichmann
- 2006 : Oneechan, otôto to iku! : Saki
- 2006 : The Grudge 2 : Young Woman
- 2006 : Kowai onna : Hagane Takahashi (segment "Hagane")
- 2007 : Akôkurô : Sanae Matsuda
- 2008 : The Machine Girl (Kataude mashin gâru) : Masako Fujii
- 2008 : Chikyû de tatta futari
- 2008 : Watashi ga chinmoku suru toki : Rie
- 2008 : Kasa
- 2009 : Tenohira no shôsetsu
- 2009 : Happy Ending : Momoko
- 2009 : Bokura wa aruku, tada soredake
- 2010 : Ai amu
- 2010 : Tenohira no shiawase
- 2010 : Awaremi mumashika : Satomi Kashiwagi
- 2010 : Hevunzu sutôrî
- 2011 : Kimi no sukina uta : Rina
- 2011 : Yuriko, dasuvidânya : Yoshiko Yuasa
- 2011 : River
- 2012 : Toilet and Women (Donzumari benki) : Narumi
- 2012 : Watashi no dorei ni narinasai
- 2013 : Haha no uta ga kikoeru
- 2013 : Kotobuki/To Us : Sayo
- 2013 : Ninja Theory
- 2013 : Yokohama monogatari
- 2014 : Ryûgû no tsukai
- 2014 : Karaage USA
- 2014 : Suicide love : Maki (en post-production)
- 2016 : Taiyô no futa (en production)
- 2017 : Keanin～Anata de Yokatta～ : Chihiro Muramatsu

## Récompenses et distinctions
- 2012 : Festival international du film fantastique de Yubari : Meilleure actrice pour Toilet and Women (Donzumari benki)